# Hidasi László
Hidasi László (1893 – Budapest, 1978. május 17.), születési neve: Hulják László, magyar orvos, Hidasi Judit nagyapja, és Romhányi Klaudia dédapja.

## Életpályája
42 évig Gádoros községi orvosa, „Gádoros történetének egyik legmegbecsültebb polgára”, akinek a tiszteletére 1993-ban, születésének száz éves évfordulójára mellszobrot avattak.